# Temelucha nana
Temelucha nana là một loài tò vò trong họ Ichneumonidae.